# Pristomerus sulcatus
Pristomerus sulcatus là một loài tò vò trong họ Ichneumonidae.